# Prefettura apostolica di Cubango

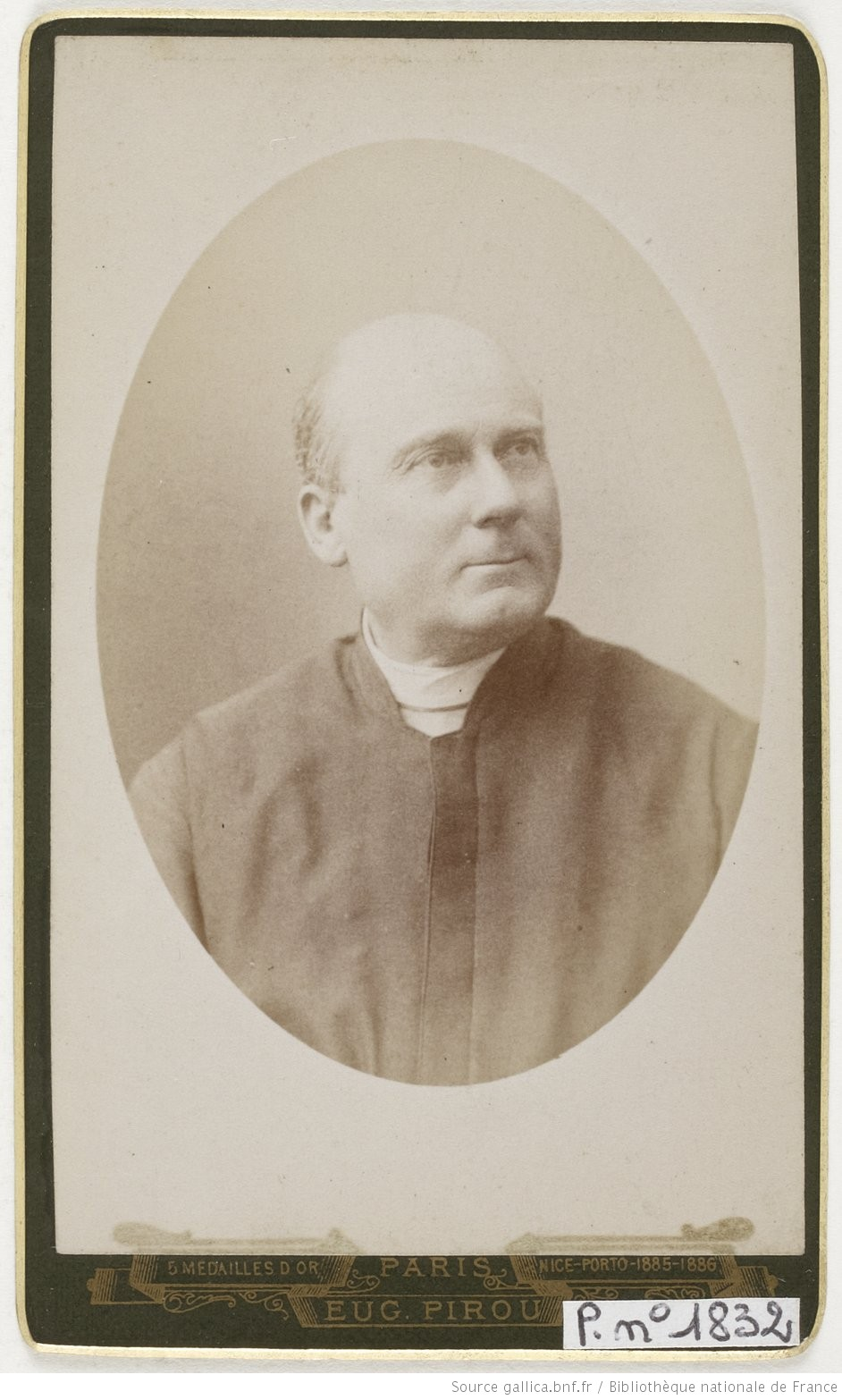
Charles Duparquet, primo prefetto apostolico di Cimbebasia, già prefetto apostolico del Congo inferiore.

La prefettura apostolica di Cubango (in latino Praefectura Apostolica de Cubango in Angola) è una sede soppressa della Chiesa cattolica in Angola.

## Storia
La prefettura apostolica di Cimbebasia fu eretta il 3 luglio 1879 con il decreto Cum ad catholicae fide di Propaganda Fide, scorporandone i territori dall'immenso vicariato apostolico delle Due Guinee (oggi arcidiocesi di Libreville). La nuova giurisdizione ecclesiastica fu affidata alle cure dei missionari della Congregazione dello Spirito Santo, i quali, provenendo dalla prefettura apostolica del Congo, negli anni precedenti avevano aperto alcuni posti di missione, tra cui Huíla.
La prefettura apostolica era delimitata a sud dal fiume Orange; ad est dal fiume Haart e dalla repubblica del Transvaal (che apparteneva al vicariato apostolico del Natal); ad ovest dall'oceano Atlantico; a nord dal fiume Cunene e dalla parte inferiore dei fiumi Kasai e Liba, cioè la parte occidentale dello Zambesi. Essa comprendeva all'incirca la parte centro-meridionale dell'Angola, l'odierna Namibia e gran parte del Botswana, all'epoca noto come Bechuanaland; il territorio era quindi sottomesso a tre potenze europee: il Portogallo, l'Impero tedesco e l'Impero britannico.
Questa situazione era di fatto insostenibile per i missionari, senza calcolare la vastità del territorio di missione; per questo motivo chiesero alla Santa Sede la divisione della prefettura apostolica. Il 1º agosto 1892, con il decreto Quo fructuosius di Propaganda Fide, la prefettura apostolica fu divisa in due: la prefettura apostolica di Cimbebasia superiore, corrispondente ai territori dell'Angola, che continuò ad essere governata dalla Congregazione dello Spirito Santo; e la prefettura apostolica di Cimbebasia inferiore (oggi arcidiocesi di Windhoek), corrispondente alla Namibia, affidata alle cure degli Oblati di Maria Immacolata. Il Bechuanaland fu scorporato da queste prefetture e annesso al vicariato apostolico dello Stato libero di Orange (oggi diocesi di Kimberley).
Nel 1907 sede del prefetto era la località di Catoco, municipio di Kuvango nella provincia di Huíla.
Il 10 gennaio 1921 in forza del decreto Quo in nonnullis di Propaganda Fide, la prefettura apostolica di Cimbebasia superiore assunse il nome di prefettura apostolica di Cubango in Angola.
Il 4 settembre 1940, con la bolla Sollemnibus Conventionibus di papa Pio XII, la prefettura apostolica di Cubango fu soppressa ed il suo territorio annesso alla diocesi di Nova Lisboa (oggi arcidiocesi di Huambo), eretta con la medesima bolla. L'ultimo prefetto di Cubango, Daniel Gomes Junqueira, fu nominato vescovo di questa nuova diocesi.

## Cronotassi dei prefetti apostolici
- Charles Duparquet, C.S.Sp. † (3 luglio 1879 - 20 settembre 1887 dimesso)
- François Schaller, C.S.Sp. † (20 novembre 1887 - 1891 dimesso)
- Ernest Lecomte, C.S.Sp. † (3 aprile 1892 - 9 settembre 1908 deceduto)
- Alfred Louis Keiling, C.S.Sp. † (16 novembre 1909 - 30 novembre 1937 deceduto)
- Daniel Gomes Junqueira, C.S.Sp. † (10 giugno 1938 - 28 gennaio 1941 nominato vescovo di Nova Lisboa)